# Wojna domowa w Kambodży
Wojna domowa w Kambodży – konflikt na terenie Kambodży toczący się w latach 1970–1975 pomiędzy Zjednoczonym Frontem Narodowym Kambodży, Wietnamem Północnym i Vietcongiem (ugrupowania wietnamskie prowadziły odrębną kampanię, a od 1974 roku walczyły również z khmerską opozycją) a Republiką Khmerów wspieraną przez Stany Zjednoczone i Wietnam Południowy.
Walki pochłonęły w sumie według różnych szacunków od 200 tys. do 300 tys. ofiar, a ranionych zostało około 750 tys. osób.

## Wczesne rządy Sihanouka
W latach 60. władzę sprawował król Norodom Sihanouk. Monarcha chciał ochronić kraj od chaosu, jaki ogarnął sąsiedni Laos i Wietnam. Zawiązał koalicję rządową z lewicową (i powiązaną z komunistami) Partią Ludową. Pod wpływem koalicjanta w 1965 roku Sihanouk zerwał stosunki dyplomatyczne ze Stanami Zjednoczonymi. W zamian za to zyskał pomoc ze strony Chin i Związku Radzieckiego, które ofiarowały Kambodży pomoc gospodarczą i militarną. W 1966 roku podpisał z Chinami porozumienie, na mocy którego zgodził się na stacjonowanie we wschodnich regionach przygranicznych wojsk Armii Ludowej Wietnamu i utworzenie przez nią w tamtym regionie baz wojskowych. Król zgodził się także, aby przez miasto Sihanoukville płynęła pomoc dla wojsk Vietcongu. Prochińska polityka Sihanouka wynikała z jego przekonania co do tego, że to właśnie Chiny w przyszłości będą państwem wywierającym największy wpływ na teren Indochin. Równocześnie mimo prokomunistycznej polityki zagranicznej jeszcze w tym samym roku król pozwolił proamerykańskiemu ministrowi obrony generałowi Lon Nolowi na rozprawienie się z Partią Ludową pod pretekstem działalności wywrotowej i rzekomej służalczości tej frakcji względem Hanoi. Niszcząc dotychczasowych lewicowych sojuszników, Sihanouk nie wziął pod uwagę, że już wcześniej utracił poparcie konserwatystów, a sytuacja gospodarcza kraju uległa pogorszeniu. 11 września odbyły się pierwsze „wolne” wybory. Konserwatyści wygrali je na skutek fałszerstw wyborczych, zdobywając (ku zaskoczeniu króla) 75 procent mandatów w Zgromadzeniu Narodowym. Lon Nol został desygnowany na premiera, a duże wpływy w rządzie zdobył ultrakonserwatywny członek rządzącego klanu Sisowath Sirik Matak znany z wrogości wobec Sihanouka. Rządy konserwatystów doprowadziły do napięć społecznych i stworzyły korzystne warunki do budowy na obszarach wiejskich partyzantki komunistycznej.

## Rebelia w Battambang
11 marca 1967 roku podczas wizyty głowy państwa we Francji, w miejscowości Battambang wybuchło powstanie, w trakcie którego chłopi zaatakowali miejscowych poborców podatków. Powstanie rozprzestrzeniło się na cały rejon. Lon Nol, pod nieobecność króla, lecz działając za jego zgodą, ogłosił stan wojenny. W rządowych represjach zabite zostały setki chłopów, a całe wioski zrównano z ziemią. Po powrocie do kraju król nakazał aresztowanie czołowych działaczy radykalnej lewicy (z której część uczestniczyła w jego wcześniejszych rządach). Wśród aresztowanych znaleźli się Khieu Samphan, Hou Yuon i Hu Nim. Król zmusił Lon Nola do dymisji, a do rządu wprowadził nowe grupy lewicowe, co miało zrównoważyć wpływy konserwatywne. Na kryzysie zyskała radykalna frakcja Komunistycznej Partii Kambodży, określona przez króla jako Czerwoni Khmerzy, przyciągnęła do swoich oddziałów tysiące rekrutów, a postać Lon Nola była przez chłopów wiązana z brutalnymi represjami.

## Przegrupowanie komunistów
O ile powstanie z 1967 roku było nieplanowane, to Czerwoni Khmerzy na następny rok próbowali zorganizować rewoltę na większą skalę. Wśród przywódców Czerwonych Khmerów znaleźli się Pol Pot, Ieng Sary i Son Sen. Grupa przyjęła prochińskie poglądy przez co nie otrzymała wsparcia z Wietnamu Północnego. W styczniu 1968 roku Czerwoni Khmerzy rozpoczęli swoją pierwszą ofensywę. Liczba rebeliantów, która wzięła w niej udział wyniosła od czterech do pięciu tysięcy żołnierzy. Jeszcze w tym samym miesiącu rebelianci utworzyli Rewolucyjną Armię Kampuczy. W listopadzie 1968 roku w obliczu postępującej rebelii król przywrócił do rządu Lon Nola, który został ministrem obrony. W maju 1969 roku Kambodża przywróciła stosunki dyplomatyczne z USA, a król utworzył Rząd Ocalenia Narodowego z Lon Nolem jako premierem. Wojsko amerykańskie wsparło rząd organizując naloty na siły północnowietnamskie stacjonujące w kraju. Naloty przyczyniły się do licznych strat pośród ludności cywilnej. W ich wyniku zginęło od 40 do 150 tysięcy mieszkańców.
Podczas kolejnej wizyty króla we Francji, w kraju wybuchły częściowo sponsorowane przez rząd antywietnamskie zamieszki. Lon Nol nie zrobił nic, aby je powstrzymać i wykorzystał je do wysłania Vietcongowi ultimatum z żądaniem wycofania się jego jednostek z terenów Kambodży (grożąc podjęciem działań wojskowych). 18 marca 1970 roku Lon Nol złożył wniosek o odsunięcie króla od władzy. W wyniku głosowania Lon zwiększył zakres władzy. Generał w miejsce królestwa powołał Republikę Khmerów. Parlamentarny pucz doprowadził do licznych protestów zwolenników monarchy. W trakcie ich trwania z rąk protestujących zginął brat Lon Nola, Lon Nil, któremu to rozwścieczony tłum wyrwał wątrobę, która została następnie zjedzona. Lon Nol winą za chaos w kraju obarczył liczącą około 400 tysięcy osób mniejszość wietnamską. Wojsko z jego rozkazu przeprowadziło masakry ludzi pochodzenia wietnamskiego. Czystki etniczne potępił Wietnam Północny, Wietnam Południowy i Vietcong.

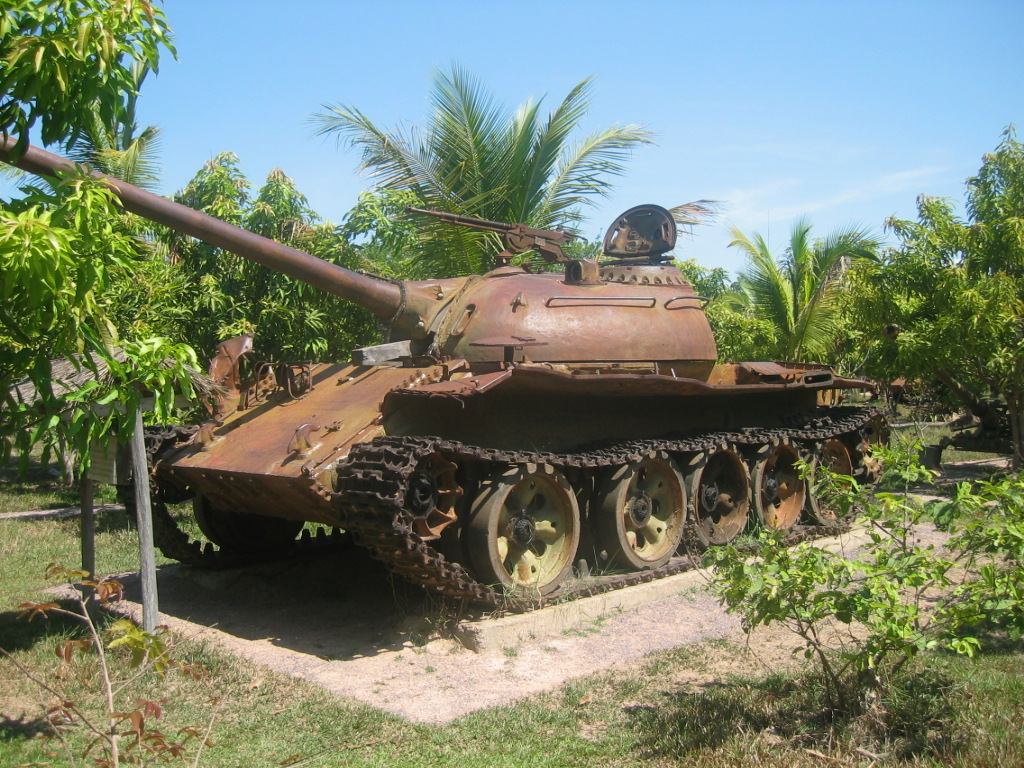
Pomnik upamiętniający wojnę domową w Siĕm Réab w Kambodży, z zardzewiałym wrakiem radzieckiego czołgu podstawowego T-54 używanego podczas wojny. Kambodża używała dużej liczby czołgów T-54 podczas jak i po krwawych walkach konfliktu w latach 1970–1975, a wiele takich wraków w różnym stanie jest do dziś rozrzuconych po całym kraju

Pozbawiony władzy Sihanouk udał się na emigrację do Pekinu, gdzie utworzył Zjednoczony Front Narodowy Kambodży i Królewski Rząd Jedności Narodowej. Król osobiście poparł Czerwonych Khmerów oraz zaprosił ich do uczestnictwa w Zjednoczonym Froncie Narodowym Kambodży, chociaż miał nad nimi niewielką kontrolę to przyczynił się w ten sposób do ogromnego zwiększenia poparcia dla grupy. Król i jego współpracownicy pozostali na emigracji, lecz kilkukrotnie odwiedził on tereny Kambodży zajęte przez Czerwonych Khmerów, wizyty te miały jednak czysto propagandowy charakter. Na wiosnę 1970 roku król złożył wizytę w Korei Północnej, gdzie zgłosił propozycję utworzenia jednolitego frontu krajów rewolucyjnych – Chin, Laosu, Wietnam Północnego, KRLD i Kambodży. Przywódcy KRLD przyjęli ten plan z zadowoleniem, upadł on jednak na skutek opozycji ze strony Wietnamu. Król o poparcie dla swojego rządu na uchodźstwie bezskutecznie apelował też na łamach ONZ.
W tym samym roku doszło do interwencji wojsk północnowietnamskich przeciwko rządowi Lon Nola, w obliczu czego USA wysłały do Kambodży swoje wojska. Czerwoni Khmerzy niezależnie od Wietnamu zdobyli kontrolę nad częścią kraju i zachowali swoją niezależność od komunistów wietnamskich. Czerwoni Khmerowie dotychczas nie wykazywali większych oznak fanatyzmu, który ujawnił się w okresie ich rządów, a przynajmniej nie był on dostrzeżony przez ogół społeczeństwa i władze. Z czasem, gdy Czerwoni Khmerowie na kontrolowanych obszarach zaczęli wprowadzać swoje porządki, Wietnamczycy z Północy starli się z nimi zbrojnie (od 1974), a następnie wycofali się z konfliktu kambodżańskiego obawiając się, że upadek reżimu Lon Nola doprowadzi do znacznego wzrostu wpływów rebeliantów Pol Pota.

## Zakończenie wojny

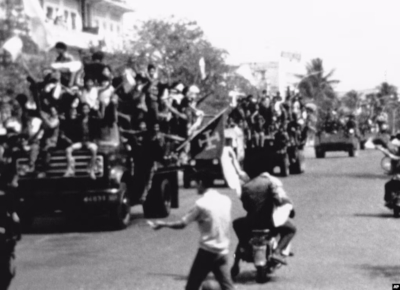
Upadek Phnom Penh, 17 kwietnia 1975

Wojna zakończyła się w kwietniu 1975 roku, gdy wojska Czerwonych Khmerów otoczyły stolicę kraju i doprowadziły do upadku rządu. W miejsce dotychczasowej republiki Czerwoni Khmerzy utworzyli państwo o nazwie Demokratyczna Kampucza. Początkowo głową państwa został król Sihanouk, szybko jednak Demokratyczna Kampucza przybrała skrajnie totalitarny charakter, a pełnię władzy objęli sfanatyzowani przywódcy Czerwonych Khmerów. Jak się okazało ideologia Pol Pota była daleka od marksizmu ze względu na elementy szowinistyczne i rasistowskie, a rząd Pol Pota doprowadził do eksterminacji wielu mieszkańców kraju, w tym mniejszości wietnamskiej.